# Bos Wars

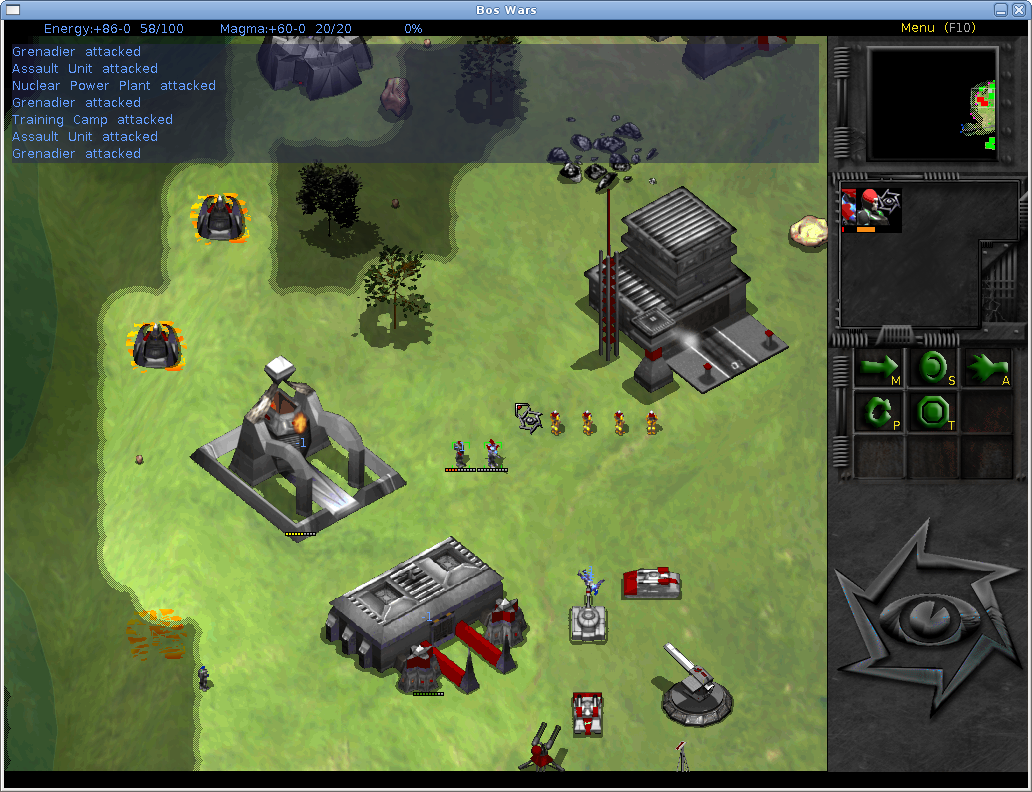
Screenshot del gioco (v2.5.0).

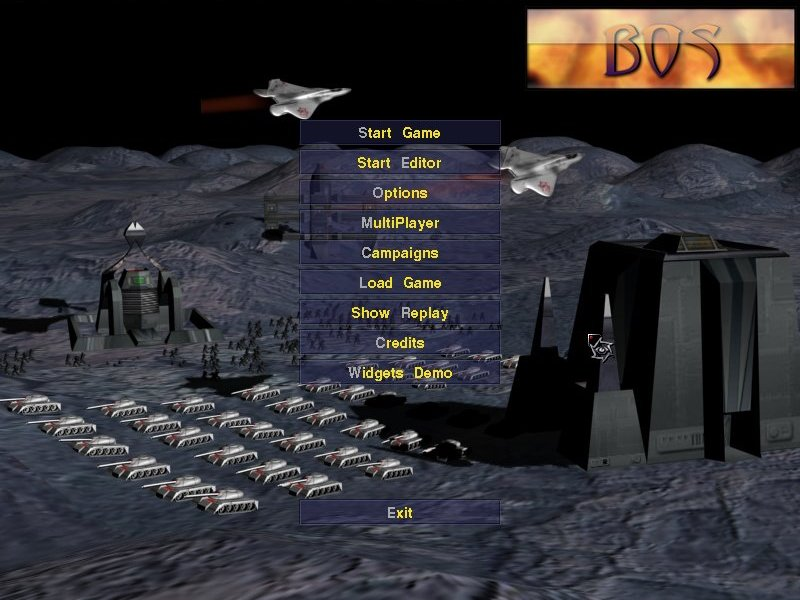
Menu iniziale di Bos Wars (pre2.2.1).

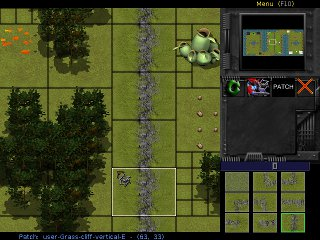
Editor scenario di Bos Wars (v2.6.0).

Bos Wars è un gioco di strategia in tempo reale (RTS), open source e multipiattaforma ambientato nel futuro. Basato sul motore di gioco open source, Stratagus, il gioco prevede di sviluppare un'economia di guerra gestendo le due risorse principali disponibili: l'energia e il magma. Utilizzando queste risorse, i giocatori possono costruire vari tipi di edifici e unità militari per formare un esercito con cui combattere contro i nemici.
Il gioco supporta Linux, Windows, BSD e Mac OS X ed è distribuito sotto la licenza GPL. 

## Storia
Il progetto è nato per mano di Tina Petersen sotto il nome di "Invasion - Battle of Survival". A seguito della sua scomparsa nel 2003,  François Beerten è diventato team leader del progetto e ne ha continuato lo sviluppo. La prima versione pubblica v1.0 è stata rilasciata nel marzo 2004. Nel giugno 2007, il progetto Stratagus si è fuso con BOS (Battle of Survival) diventando Bos Wars. Negli ultimi anni ci sono state due uscite e la più recente nel 2023. 

## Modalità di gioco
Inizialmente, la mappa di gioco di Bos Wars è coperta dalla nebbia di guerra, che nasconde tutte le aree al di fuori del raggio visivo delle unità del giocatore. Mano a mano che le unità esplorano la mappa, queste vengono rivelate. Tuttavia, le aree che non rientrano nel raggio visivo delle unità vengono nuovamente oscurate, nascondendo i movimenti delle unità nemiche.
Tutti i giocatori hanno accesso agli stessi edifici e unità, e non è richiesta alcuna ricerca tecnologica. Questo permette ai giocatori di costruire immediatamente nuovi edifici, veicoli terrestri, aerei e truppe, una volta raccolte le risorse necessarie.
Le risorse sono il magma e l'energia. Il magma può essere raccolto dalle rocce dagli ingegneri o raccoglitori, oppure prodotto tramite pompe per magma situate nei punti caldi. L'energia, invece, viene raccolta dagli alberi o dalle spugnole dagli stessi ingegneri o raccoglitori, o prodotta mediante centrali elettriche
Nel gioco esistono tre tipi di strutture: di base, di unità e di difesa. Le strutture di base includono centrali elettriche, pompe di magma, radar, telecamere e caveau. Le strutture delle unità comprendono campi di addestramento, fabbriche di veicoli, ospedali e fabbriche di aeromobili. Infine, le strutture difensive sono costituite da torrette, cannoni e silos missilistici.

## Caratteristiche tecniche
Il gioco è scritto in C++ e Lua, utilizzando la libreria SDL. Utilizza un motore di gioco basato su Stratagus.
Anche se la momento non esiste ancora un server centrale ufficiale, Bos Wars supporta il gioco multigiocatore online, a condizione che gli utenti riescano a ottenere gli indirizzi IP dei potenziali avversari. Alcuni siti web consentono agli utenti di scambiare facilmente gli indirizzi IP.

## Accoglienza
Curly's World of Freeware descrive Bos Wars come un gioco di strategia in tempo reale futuristico, in cui il giocatore deve combattere i nemici mentre sviluppa la sua economia di guerra. Anche se le mappe sono un po' piccole e la velocità delle unità è lenta, il gioco offre molte unità e edifici diversi, con buone modalità di gioco singolo e multigiocatore.